# Gamakia
Gamakia là một chi nhện trong họ Anyphaenidae.